# Yadira Pascault Orozco

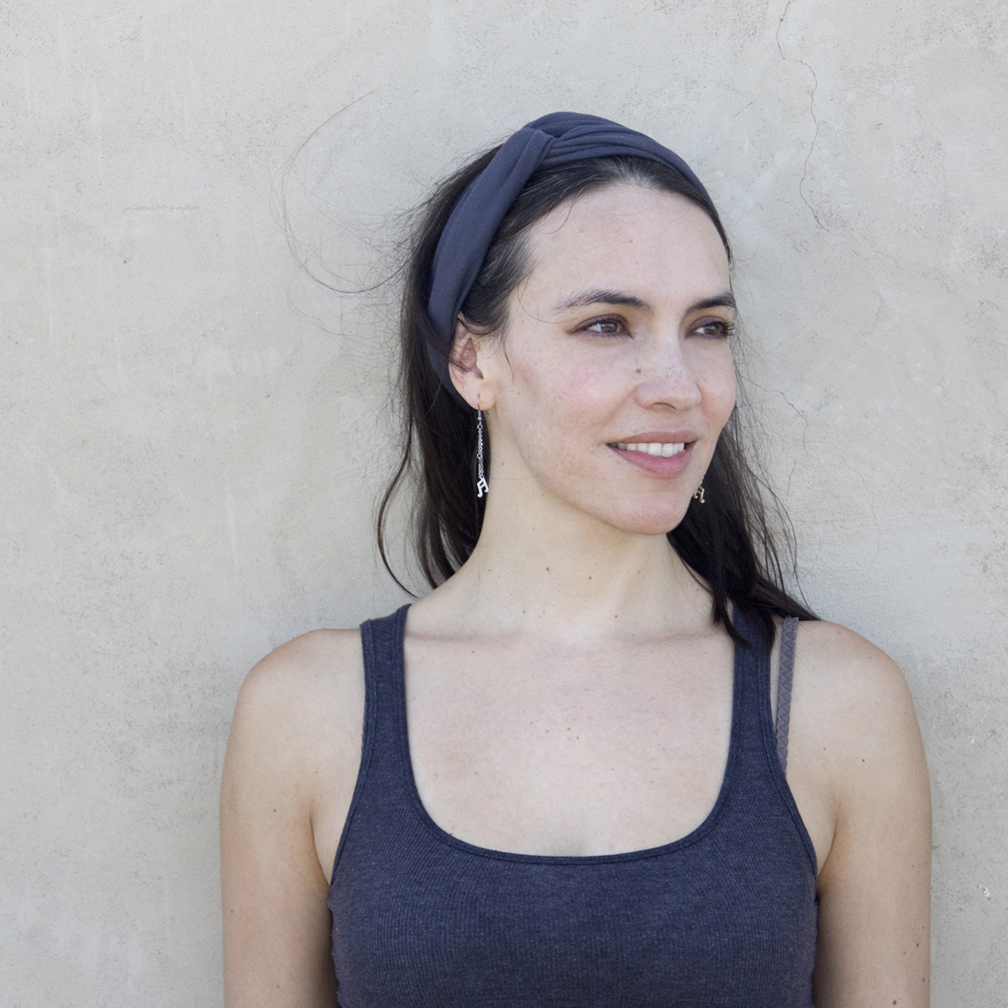
Yadira Pascault Orozco, in Los Angeles, Kalifornien

Yadira Pascault Orozco (* 20. Jahrhundert in Mexiko-Stadt) ist eine mexikanische Schauspielerin, Musikerin und Filmproduzentin.

## Leben und Werk

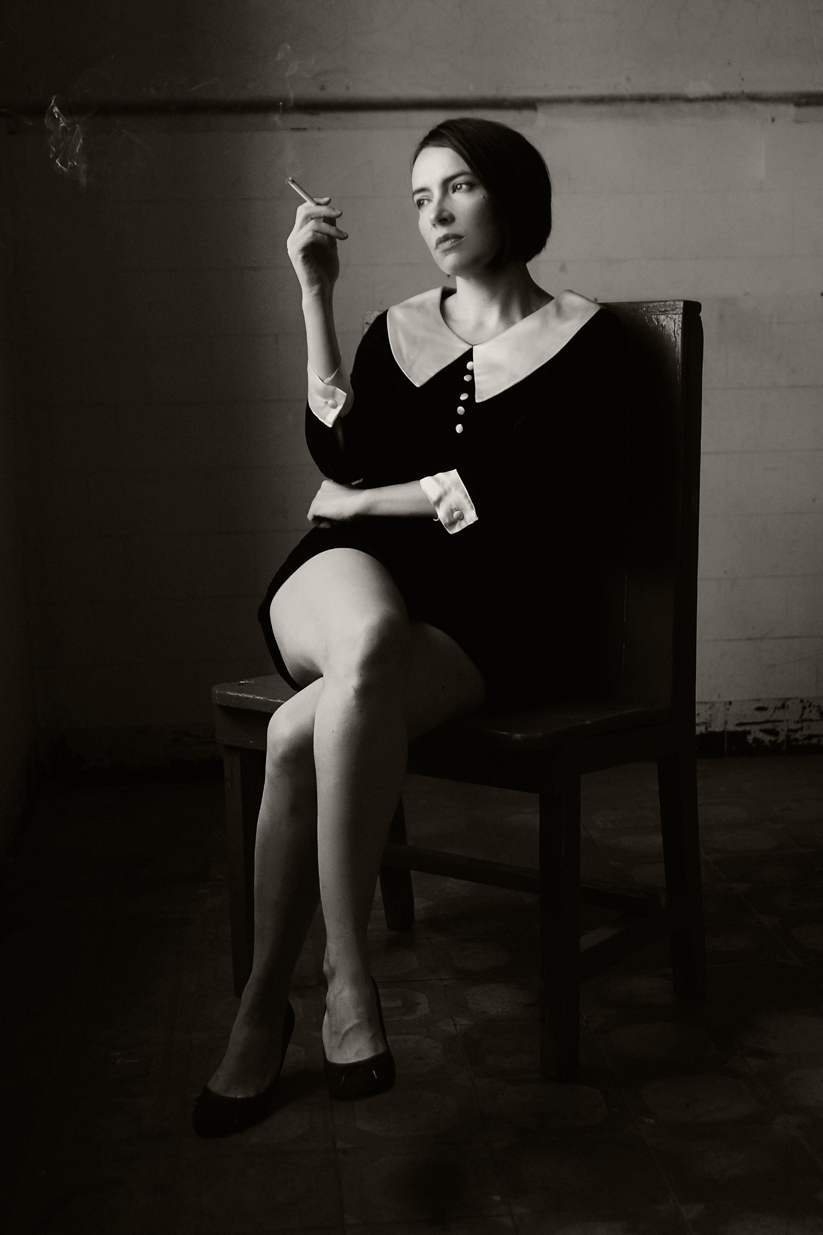
Yadira Pascault Orozco in Mexiko-Stadt, 2020

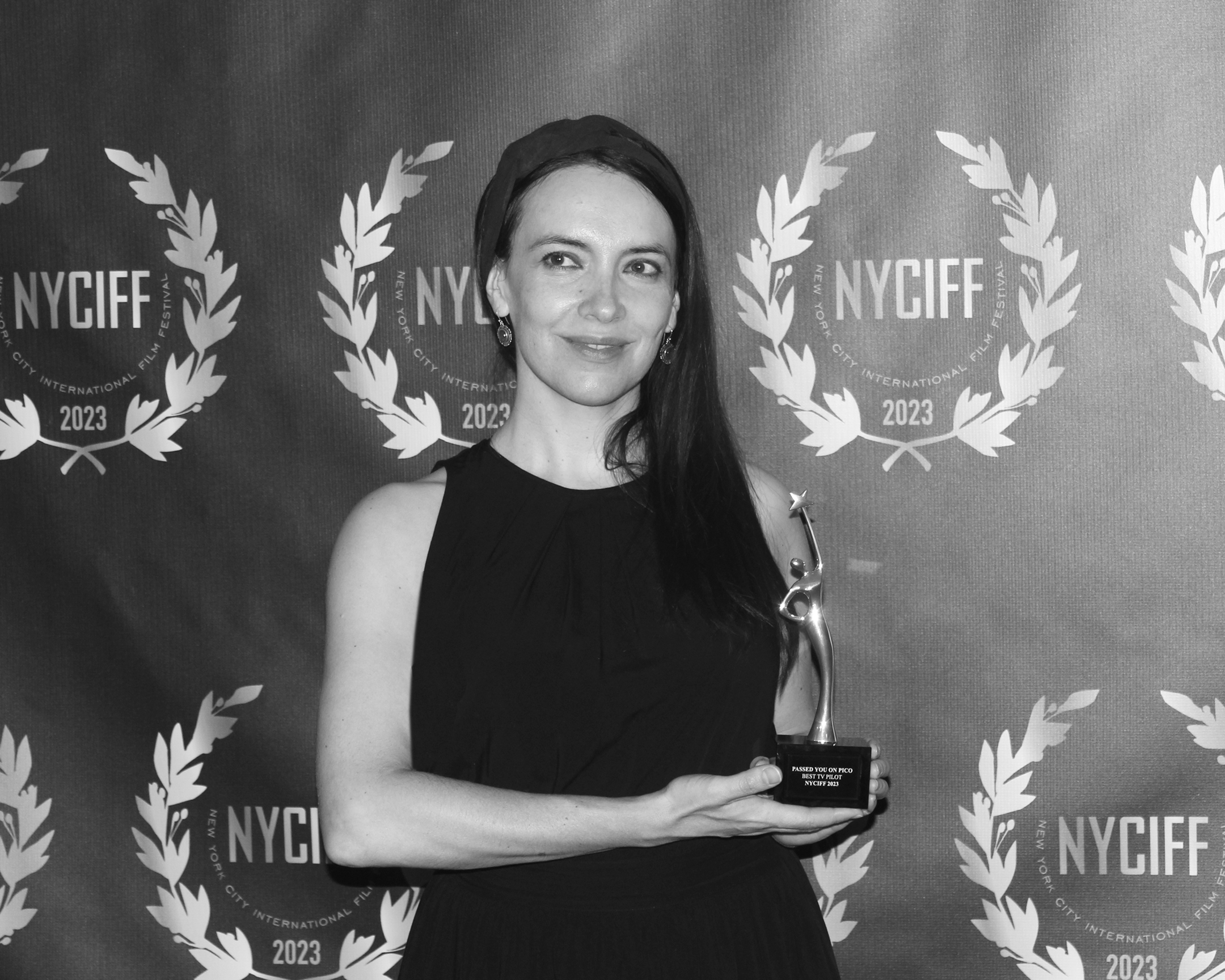
Yadira Pascault Orozco beim New York City International Film Festival am 19. Januar 2023. „Passed You On Pico“, ein Projekt, in dem Orozco auftritt, gewann den Festivalpreis als BEST TV PILOT

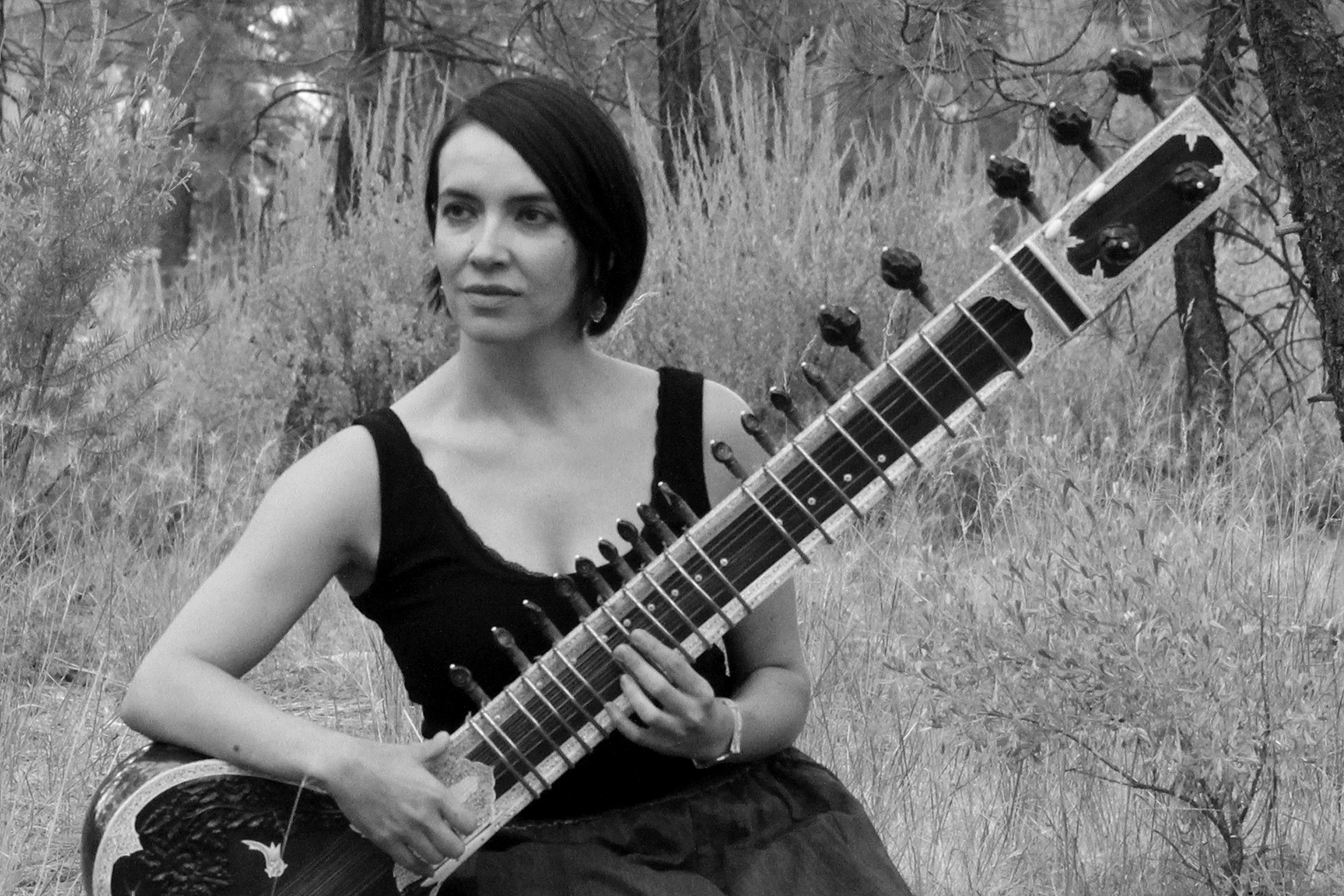
Yadira Pascault Orozco bei einem Sitar-Auftritt im Los Padres National Forest, Kalifornien

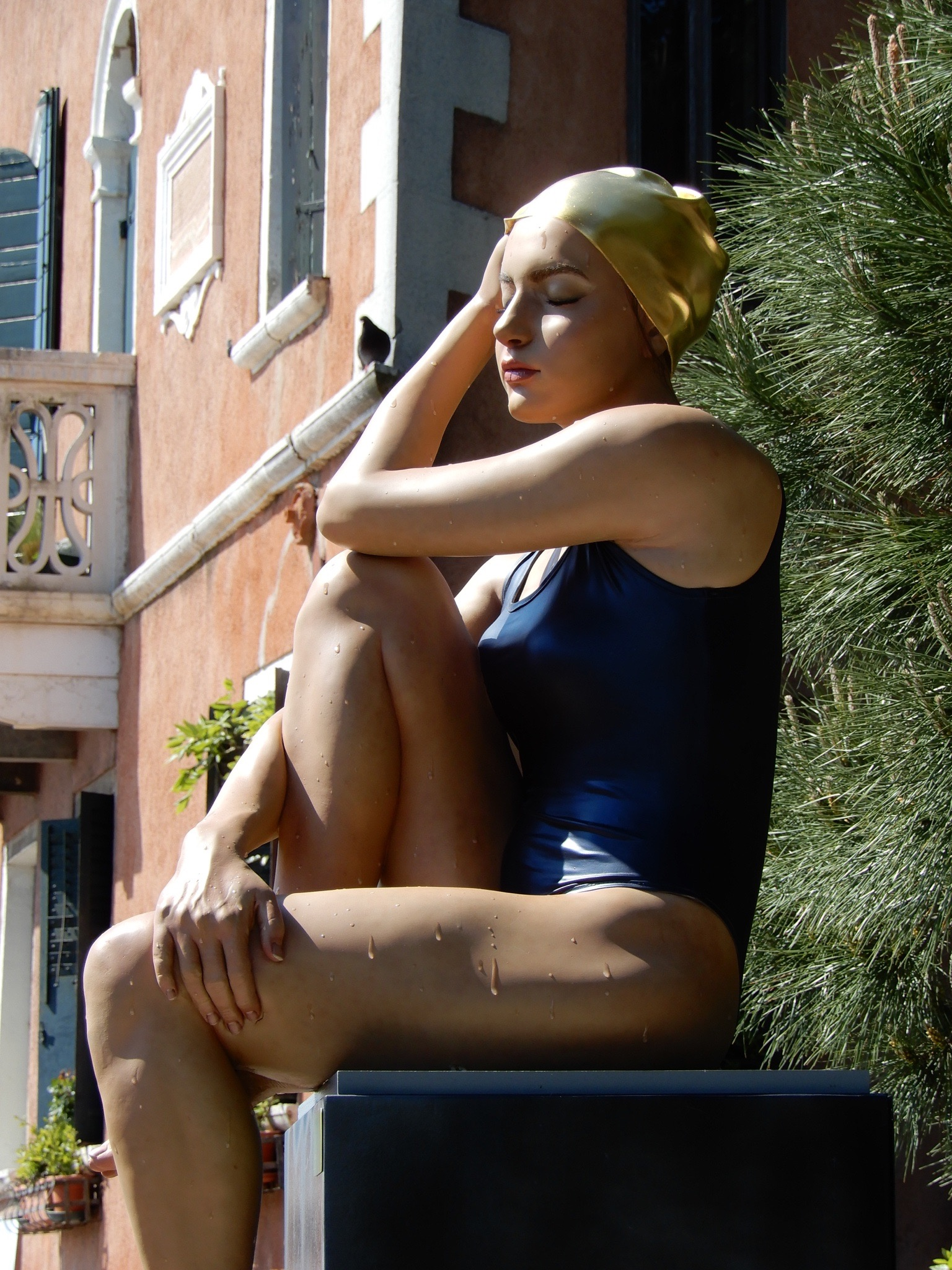
Hyperrealistische Skulptur von Carole A. Feuerman mit dem Titel The Midpoint (dargestellt von Yadira Pascault Orozco) auf ihrer Einzelausstellung im Giardino della Marinaressa der Biennale Venedig 2017

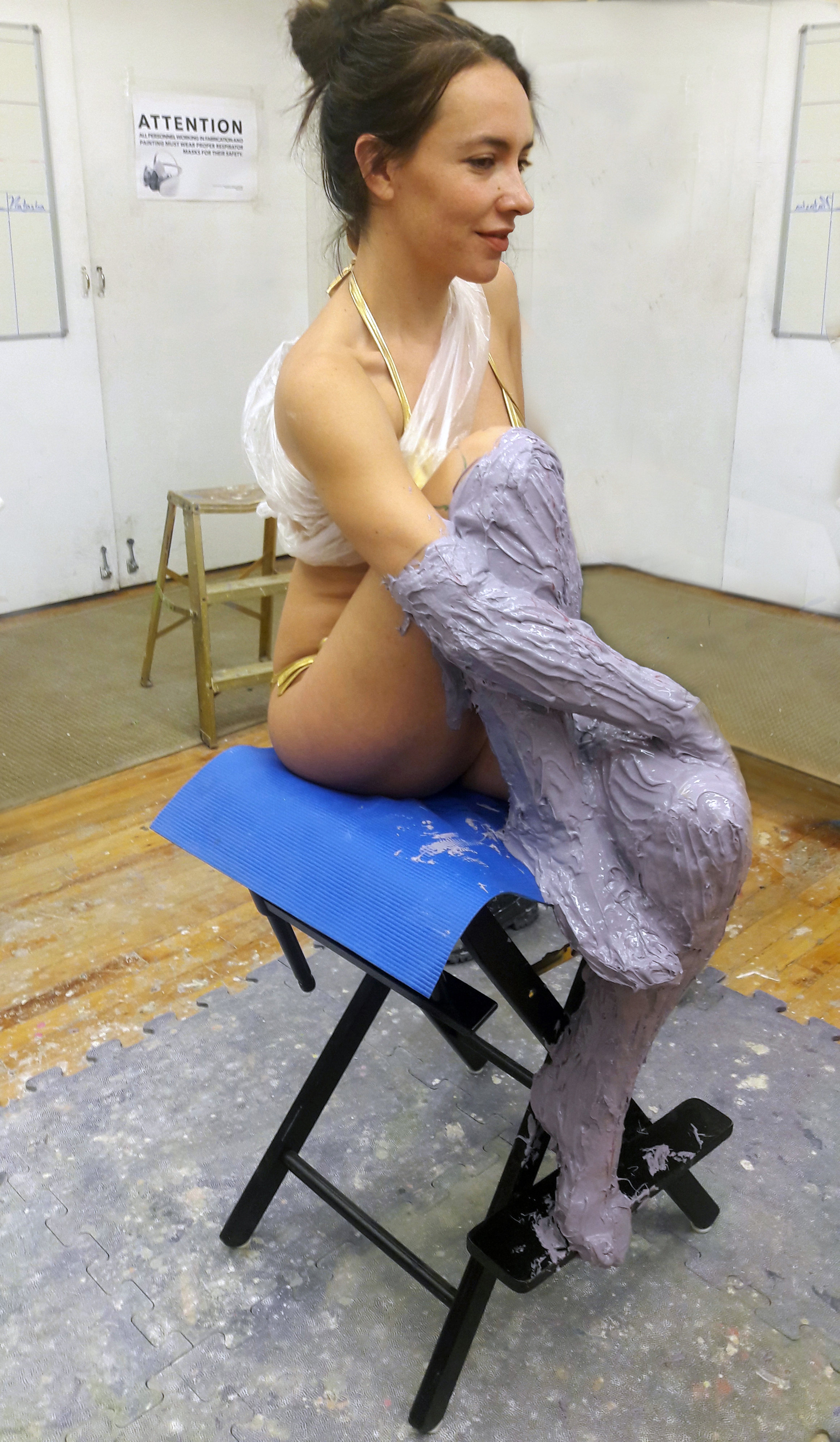
Yadira Pascault Orozco während des Casting-Prozesses für The Midpoint

Orozco studierte Schauspiel an der Casa del Teatro in Mexiko und an der L’École Internationale de Théâtre Jacques Lecoq in Paris. Sie war die Moderatorin des Rock n Roll-Programms Sónicamente in dem mexikanischen Bildungsfernsehen Canal Once (Mexiko) und war dort auch Moderatorin der Kinokulturshow El Once En El Cine.
Als Schauspielerin hat sie an mehreren verschiedenen Serien der mexikanischen Fernsehsender Azteca und Telemundo mitgewirkt. Sie hat in fünf Spielfilmen mitgewirkt, darunter No eres tú, soy yo, Aquí entre nos und Juego de Héroes. Nach nur einem Monat Laufzeit in den nationalen Kinos war 2010 die Komödie No Eres Tu Soy Yo, bei der Orozco sowohl als Associate Producer als auch als Schauspielerin fungierte, der Film mit den fünfthöchsten Einnahmen in der Geschichte des mexikanischen Kinos.
Zu den erfolgreichsten mexikanischen Film aller Zeiten gehörte 2013 die Komödie Nosotros los Nobles, bei der sie als Associate Producer fungierte.
Im Kino hat sie an drei Spielfilmen und mehreren Kurzfilmen unter anderem mit den Regisseuren Fernando Eimbcke, Alejandro Springall, Alejandro González Iñárritu, David Gerstein und Masha Kostiurina gearbeitet. Sie war Hauptproduzentin des Stücks La Promesa, welches von dem sowjetischen Dramatiker Aleksei Arbuzov geschrieben wurde, das 2013 an verschiedenen Orten in Mexiko-Stadt lief.
Sie ist Mitbegründerin der Filmproduktionsfirmen von Filmversión und Alyada Films.

## Muse
Orozco war eine Muse für Werke der modernen bildenden Kunst und auch der Literatur. 2016 stellte der mexikanische Wandmaler Julio Carrasco Bretón ihr Gesicht auf einem Wandgemälde dar, das speziell für das Hotel El Parque México in Mexiko-Stadt geschaffen wurde. Die Hauptfigur Violeta in dem Roman Diablo Guardián des mexikanischen Schriftstellers Xavier Velasco wurde weitgehend von Orozcos inspiriert. 2003 wurde das Buch mit dem Literaturpreis Premio Alfaguara de Novela ausgezeichnet.
Nach der Teilnahme an der Eröffnung von Perception, einer Ausstellung der New Yorker Künstlerin Carole Feuerman im Jahr 2016, wurde Orozco von dieser nach New York eingeladen, um das Objekt einer lebensgroßen hyperrealistischen Skulptur zu werden. Im August 2016 posierte Orozco in Feuermans Studio in Manhattan für The Midpoint. Diese Skulptur wurde auf der Einzelausstellung im Giardino Della Marinaressa auf der Venedig Biennale 2017 präsentiert.

## Auszeichnungen (Auswahl)
- 2021: als beste Hauptdarstellerin in dem Film Introducing Jodea nominiert, New York Film Festival
- 2023: Best Actor Ensemble Award mit der Fernsehsendung „Passed You On Pico“, New York Film Festival[9]

## Filmographie (Auswahl)

### Filme
- 2005: Bolas Chinas
- 2006: Luciana
- 2010: No eres tú, soy yo
- 2012: Aquí entre nos
- 2013: Nosotros los Nobles
- 2016: Juego De Héroes
- 2018: Justice for All
- 2018: Poppies
- 2021: Introducing Jodea

### Theater
- 2010: Las Mascaras de Sor Juana
- 2013: La Promesa
- 2018: I Was Born To Be
- 2019: Vote For Me